# Mississippi Army National Guard
La Mississippi Army National Guard è una componente della Riserva militare della Mississippi National Guard, inquadrata sotto la U.S. National Guard. Il suo quartier generale è situato presso la città di Jackson.

## Organizzazione
Attualmente, al 2024, sono attivi i seguenti reparti :

### Joint Forces Headquarters
- JFHQ, Army Element
- Medical Detachment
- Recruiting & Retention Battalion
- 102nd Public Affairs Detachment
- 1984th Contingency Contracting Team
- 41st Army Band
- 47th Civil Support Team (WMD)
- 972nd Trial Defense Team

### 66th Troop Command
- Headquarters & Headquarters Company - Jackson
- 114th Digital Liaison Detachment
- 112th Military Police Battalion
  - Headquarters & Headquarters Detachment
  -  113th Military Police Company (-) - Brandon
    - Detachment 1 - Mendenhall

  -  114th Military Police Company (-) - Clinton
    - Detachment 1 - Vicksburg
- 210th Finance Battalion
  - Headquarters & Headquarters Detachment
  -  220th Finance Company
  -  230th Finance Company
- 1st Battalion, 204th Air Defense Artillery Regiment (Avenger)
  -  Headquarters & Headquarters Battery - Newton
  -  Battery A - Baty Springs
  -  Battery B - Forest
  -  Battery C - Morton
  -  Battery D (Service) - Newton
- 2nd Battalion, 20th Special Forces Group, Alabama Army National Guard
  -  Headquarters & Headquarters Company (-) - Jackson
    - Detachment 1 - Jackson

  - Company A - Indiana Army National Guard
  - Company B - Maryland Army National Guard
  -  Company C - Camp McCain
  -  Company D (Support) - Camp McCain
  -  Company E (Forward Support) - Camp McCain
  - SOD-S, Special Operations Detachment South - Jackson

### 155th Armored Brigade Combat Team
- Headquarters & Headquarters Company (-) - Tupelo
  - Detachment 1 - New Albany
- 1st Battalion, 155th Infantry Regiment (Combined Arms)
  -  Headquarters & Headquarters Company - McComb
    - Detachment 1 - Tylertown

  -  Company A - Biloxi
  -  Company B - Poplarville
  -  Company C (Tank) - Natchez
- 2nd Battalion, 198th Armor Regiment (Combined Arms)
  -  Headquarters & Headquarters Company (-) - Senatobia
    - Detachment 1 - Batesville

  -  Company A (Tank) - Oxford
  -  Company B (Tank) - Indianola
  -  Company C (-) - Hernando
    - Detachment 1 - Holly Springs
- 1st Battalion, 635th Armor Regiment (Combined Arms) - Kansas Army National Guard
- 1st Squadron, 98th Cavalry Regiment
  -  Headquarters & Headquarters Troop (-) - Amory
    - Detachment 1 - Nettleton

  -  Troop A - Pontotoc
  -  Troop B - Booneville
  -  Troop C (-) - Fulton
    - Detachment 1 - Iuka

  -  Troop D (Tank) - Kiln
- 2nd Battalion, 114th Field Artillery Regiment
  -  Headquarters & Headquarters Battery - Starkville
  -  Battery A (-) - Columbus
    - Detachment 1 - Ackerman

  -  Battery B (-) - Winona
    - Detachment 1 - Kosciusko
- 150th Brigade Engineer Battalion
  -  Headquarters & Headquarters Company (-) - Meridian
    - Detachment 1 - Carthage
    - Detachment 2 - Quitman

  -  Company A (-) - Columbia
    - Detachment 1 - Clarksdale

  -  Company B (-) - Meridian
    - Detachment 1

  -  Company C (Signal)
  -  Company D (-) (Military Intelligence) - Canton
    - Detachment 1 (TUAS) - Camp Shelby
- 106th Brigade Support Battalion
  -  Headquarters & Headquarters Company - Hattiesburg
  -  Company A (-)(DISTRO) - Magee
    - Detachment 1 - Taylorsville
    - Detachment 2 - Monticello

  -  Company B (Maint) - Camp Shelby
  -  Company C (MED) - Crystal Springs
  -  Company D (-) (Forward Support) (Aggregata al 1st Squadron, 98th Cavalry Regiment) - Corinth
    - Detachment 1 - Ripley

  -  Company E (Forward Support)
  -  Company F (-) (Forward Support)
    - Detachment 1 - Charleston

  - Company G (Forward Support) - Kansas Army National Guard
  -  Company H (Forward Support) (Aggregata al 1st Battalion, 155th Infantry Regiment) - Brookhaven
  -  Company I (-) (Forward Support) (Aggregata al 2nd Battalion, 198th Armored Regiment) - Grenada
    - Detachment 1 - Gloster

### 184th Expeditionary Sustainment Command
- Headquarters & Headquarters Company (-) - Laurel
  - Detachment 1 - Hattlesburg

### 168th Engineer Brigade
- Headquarters & Headquarters Company - Vicksburg
- 223rd Engineer Battalion
  -  Headquarters & Headquarters Company - West Point
  -  Forward Support Company - Aberdeen
  -  288th Engineer Company (Sapper) - Houston
  -  289th Engineer Company (-) (Vertical Construction) - Bruce
    - Detachment 1 - Water Valley

  -  858th Engineer Company (-) (Horizontal Construction) - Calhoun City
    - Detachment 1 - Okolona
- 890th Engineer Battalion
  -  Headquarters & Headquarters Company - Gulfport
  -  Forward Support Company - Gulfport
  -  857th Engineer Company (-) (Horizontal Construction) (-) - Picayune
    - Detachment 1 - Wiggins
    - 230th Engineer Detachment (Concrete) - Purvis
    - 250th Engineer Detachment (Asphalt) - Purvis

  -  859th Engineer Company (-) (Vertical Construction) - Pascagoula
    - Detachment 1 - Richton

  - 231st Engineer Team (Survey & Design) - Gulfport
  - 251st Engineer Team (Quarry) - Lumberton
  -  287th Engineer Company (Mobility Augmentation) - Lucedale
- 298th Combat Sustainment Support Battalion
  -  Headquarters & Headquarters Company - Philadelphia
  -  1387th Quartermaster Company (-) - Greenville
    - Detachment 1 - Rolling Fork

  -  1687th Transportation Company (Medium Truck) - Southaven
  -  3656th Maintenance Company (-) - Camp Shelby
    - Detachment 1 - Waynesboro

  -  367th Maintenance Company (-) - Philadelphia
    - Detachment 1 - Dekalh

### 185th Theater Aviation Brigade
- Headquarters & Headquarters Company - Jackson
- Aviation Support Facility #1 - Hawkins Field Airport, Jackson
- Aviation Support Facility #2 - Tupelo Regional Airport, C.D.Lemmons Field
- Aviation Support Facility #3 - Meridian Regional Airport, Key Field
- 1st Battalion, 169th Aviation Regiment (General Support) - Connecticut Army National Guard
- 1st Battalion, 171st Aviation Regiment (General Support) - Georgia Army National Guard
- 1st Battalion, 185th Aviation Regiment (Assault Helicopter) - Sotto il controllo operativo della Combat Aviation Brigade, 36th Infantry Division, Texas Army National Guard
  -  Headquarters & Headquarters Company (-) - Tupelo
  -  Company A - Jackson - Equipaggiata con 10 UH-60L 
  - Company B - Florida Army National Guard
  - Company C - Georgia Army National Guard
  -  Company D (-) (AVUM) - Jackson
  -  Company E (-) (Forward Support) - Jackson
- 2nd Battalion, 185th Aviation Regiment (Airfield Operations) - Sotto il controllo operativo del 204th Theater Airfield Operations Group - Louisiana Army National Guard
  -  Headquarters & Headquarters Company - Southaven
  -  Airfield Management Element
  -  Company A (ATS)
- Company A, 1st Battalion, 149th Aviation Regiment (Attack & Reconnaissance) - Tupelo - Equipaggiata con 6 AH-64D 
  - Detachment 1, HHC, 1st Battalion, 149th Aviation Regiment (Attack & Reconnaissance) - Tupelo
  - Detachment 1, Company D, 1st Battalion, 149th Aviation Regiment (Attack & Reconnaissance) - Tupelo
  - Detachment 1, Company E, 1st Battalion, 149th Aviation Regiment (Attack & Reconnaissance) - Tupelo
- Company B (-), 1st Battalion, 111th Aviation Regiment (General Support) - Meridian - Equipaggiata con 6 CH-47F 
  - Detachment 7, HHC, 1st Battalion, 111th Aviation Regiment (General Support) - Meridian
  - Detachment 2, Company D 1st Battalion, 111th Aviation Regiment (General Support) - Meridian
  - Detachment 2, Company E 1st Battalion, 111th Aviation Regiment (General Support) - Meridian
- Company C (-), 1st Battalion 114th Aviation Regiment - Tupelo - Equipaggiata con 4 UH-72A
- Company D (-) (MEDEVAC), 2nd Battalion, 151st Aviation Regiment - Tupelo - Equipaggiata con 4 UH-72A
- Company G (-) (MEDEVAC), 3rd Battalion, 238th Aviation Regiment (General Support) - Equipaggiata con 4 HH-60M
- Company B (-), 2nd Battalion, 641st Aviation Regiment (Fixed Wings) - Equipaggiata con 1 C-12V
- Detachment 16, Operational Support Command
- Detachment 1, Company B (AVIM), 449th Aviation Support Battalion - Tupelo

### 1108th Theater Aviation Sustainment Maintenance Group
- Headquarters & Headquarters Detachment - Gulfport
- Company A - Gulfport
- Company B - Yazoo City